# Los Simpson
Los Simpson —en inglés: The Simpsons— es una serie estadounidense de comedia en formato de animación, creada por Matt Groening para Fox Broadcasting Company y emitida en varios países del mundo. La serie es una sátira de la sociedad estadounidense que narra la vida y el día a día de una familia de clase media de ese país —cuyos miembros son Homer, Marge, Bart, Lisa y Maggie Simpson— que vive en un pueblo ficticio llamado Springfield.
La familia fue creada por Groening y poco después debutó en una serie de cortos de animación producidos por James L. Brooks. Groening creó una familia disfuncional y nombró a sus personajes en honor a los miembros de su propia familia, sustituyendo su propio nombre por Bart. Los cortos pasaron a formar parte de El show de Tracey Ullman el 19 de abril de 1987, pero después de tres temporadas se decidió convertirlos en una serie de episodios de media hora en horario de máxima audiencia. Constituyó un éxito de la cadena Fox y fue la primera serie de dicho canal en llegar a estar entre los 30 programas más vistos en la temporada 1992-1993 en Estados Unidos.
Desde su debut el 17 de diciembre de 1989, se han emitido más de 700 episodios, habiendo finalizado su trigesimocuarta temporada. En el final de la decimoctava temporada, el 20 de mayo de 2007, se emitió en Estados Unidos el episodio 400: You Kent Always Say What You Want. En la mayoría del mundo los días 26 y 27 de julio de 2007 se estrenó Los Simpson: la película, la cual recaudó cerca de 526 millones de dólares en todo el mundo.
Los Simpson ha ganado numerosos premios desde su estreno como serie, incluyendo 33 premios Emmy, 32 premios Annie y un premio Peabody. La revista Time del 31 de diciembre de 1999 la calificó como la mejor serie del siglo XX, y el 14 de enero de 2000 recibió una estrella en el Paseo de la Fama de Hollywood. Los Simpson es una de las series estadounidenses de dibujos animados de mayor duración y el programa estadounidense de animación más largo. El gruñido de fastidio de Homer «D'oh!» ha sido incluido en el diccionario Oxford English Dictionary, mientras que la serie ha influido en muchas comedias de situación animadas para adultos.
En abril de 2025, Fox confirmó que había renovado la serie por cuatro temporadas adicionales. Esta renovación llevará a la serie hasta la temporada televisiva 2028-2029.

## Historia

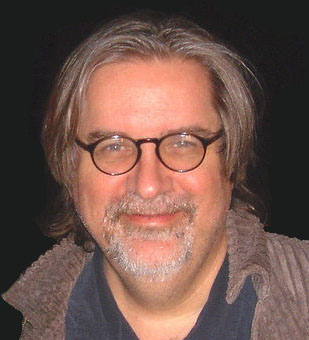
El creador de Los Simpson, Matt Groening.

James L. Brooks había hablado con Matt Groening sobre la creación de una serie de cortometrajes de animación, que Groening iba a basar en su cómic Life in Hell. Al darse cuenta de que convertir Life in Hell en una animación supondría la rescisión de los derechos de publicación de la obra de su vida, escogió otro enfoque y creó su particular modelo de familia disfuncional, cuyos personajes eran homónimos respecto a los miembros de su propia familia excepto en su propio caso, en que se sustituyó a sí mismo por el nombre y personaje de Bart. Groening ideó a la familia Simpson en el vestíbulo de la oficina de Brooks.
La familia Simpson apareció por primera vez en los cortos de El show de Tracey Ullman el 19 de abril de 1987. Groening solo presentó unos bocetos básicos a los animadores y asumió que los corregirían en producción. Sin embargo, los animadores se limitaron a seguir su esquema, dando lugar a la cruda apariencia de los personajes de los cortos iniciales.
En 1989 un equipo de productoras adaptó Los Simpson al formato de serie de media hora para Fox Broadcasting Company. El equipo incluía lo que es la actual compañía de animación Klasky Csupo. Jim Brooks negoció una cláusula con Fox que impedía a esta última interferir en el contenido de la serie. Groening dijo que su intención al crear la serie era ofrecer una alternativa a lo que llamaba la «basura establecida» que estaban viendo. La serie de media hora se estrenó el 17 de diciembre de 1989 con Simpsons Roasting on an Open Fire, un especial de Navidad. Some Enchanted Evening fue el primer episodio en producirse pero no se emitió hasta mayo de 1990 por problemas con la animación.
Los Simpson fue la primera serie de Fox en colocarse en el ranking de las 30 series más vistas. Este éxito hizo que Fox programara Los Simpson en el mismo horario que The Cosby Show para hacerle competencia, un cambio que dañó los datos de audiencia de Los Simpson. En 1992, Tracey Ullman demandó a la cadena, argumentando que su show había sido la fuente del éxito de Los Simpson y exigiendo a Fox un porcentaje sobre los beneficios de la serie, petición que fue denegada por los jueces.

## Producción

### Productores ejecutivos
Lista de productores a lo largo de la emisión de la serie:
- Temporadas 1-2: Matt Groening, James L. Brooks y Sam Simon
- Temporadas 3-4: Al Jean y Mike Reiss
- Temporadas 5-6: David Mirkin
- Temporadas 7-8: Bill Oakley y Josh Weinstein
- Temporadas 9-12: Mike Scully
- Temporadas 13-presente: Al Jean

Matt Groening y James L. Brooks han sido los productores ejecutivos de la serie durante toda su historia y también han servido como consultores creativos; a ellos se les debe gran parte de la trama de los capítulos. Sam Simon, que trabajó como supervisor creativo durante las primeras cuatro temporadas, continúa recibiendo beneficios como productor ejecutivo, pese a no trabajar en la serie desde 1993. Existe un puesto con mayor implicación, el de showrunner, que cumple las funciones de jefe de guionistas y de dirección de la producción de la serie durante una temporada completa.

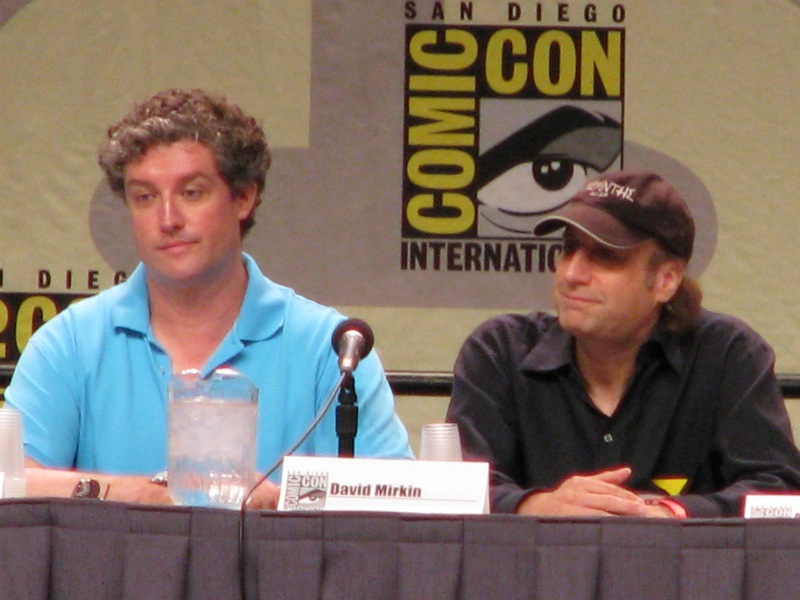
Al Jean (izquierda) es el actual productor ejecutivo de la serie y David Mirkin (derecha) es un productor ejecutivo anterior y miembro del equipo de guionistas desde 1994.

### Guion
El equipo de guionistas de Los Simpson consta de 16 escritores que proponen ideas a principios de diciembre. Luego hay sesiones de reescritura durante las que se cambian, añaden o eliminan líneas y se llama a los actores de voz para que relean el guion. El líder de estas sesiones es George Meyer, que lleva desarrollando la serie desde su primera temporada. Según uno de los guionistas más veteranos, Jon Vitti, Meyer suele inventar las mejores líneas en cada episodio, aun cuando otros escritores puedan recibir el crédito de las mismas. Cada episodio tarda seis meses en producirse, así que la serie rara vez trata de temas de actualidad. De todas formas, es posible que haya referencias a eventos planificados como los Juegos Olímpicos o la Superbowl.

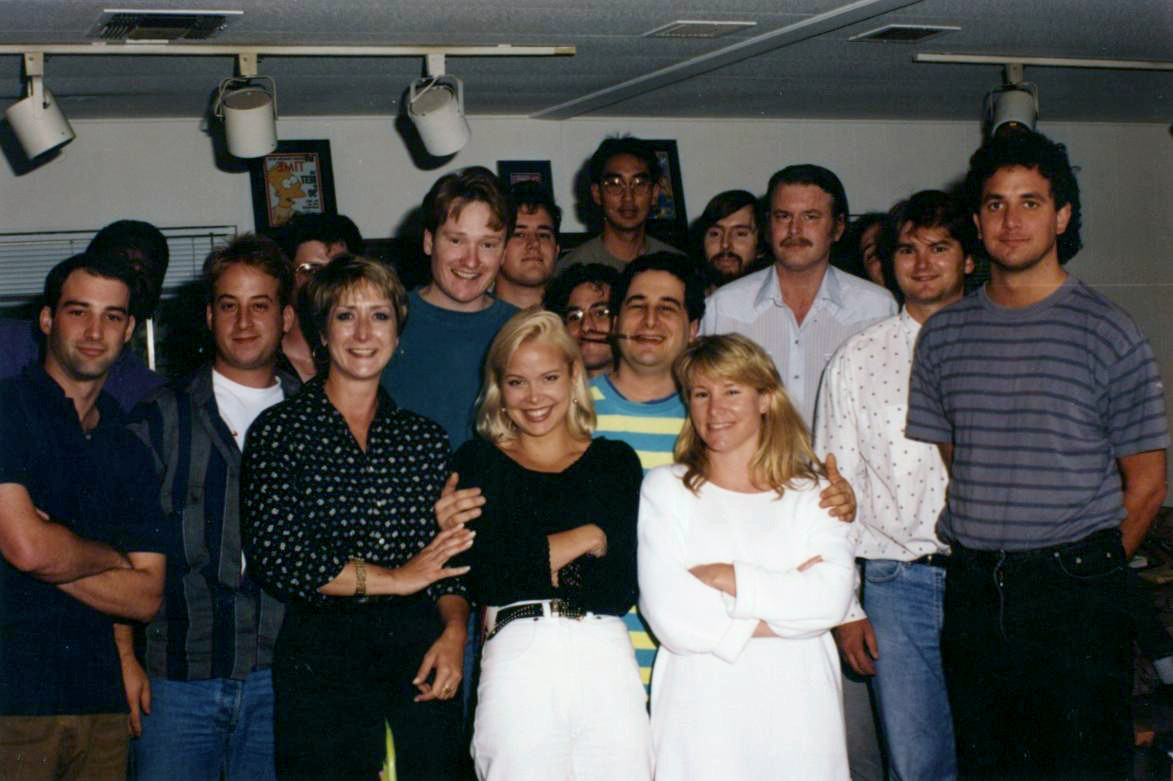
Parte del equipo de guionistas de Los Simpson en[1992. Fila trasera, de izquierda a derecha: Mike Mendel, Colin ABV Lewis (parcialmente), Jeff Goldstein, Al Jean (parcialmente), Conan O'Brien, Bill Oakley, Josh Weinstein, Mike Reiss, Ken Tsumara, George Meyer, John Swartzwelder, Jon Vitti (parcialmente), CJ Gibson y David M. Stern. Fila delantera, de izquierda a derecha: Dee Capelli, Lona Williams y desconocida.

Acreditado en más de 60 episodios, John Swartzwelder es el guionista más prolífico del equipo. Uno de los antiguos guionistas más conocidos es Conan O'Brien, que contribuyó en varios episodios a principios de los 90 hasta que fue a sustituir a David Letterman como anfitrión del talk show Late Night.
El cómico inglés Ricky Gervais escribió el episodio Homer Simpson, This Is Your Wife, convirtiéndose en el primer famoso en escribir y aparecer representado al mismo tiempo en un episodio. Seth Rogen y Evan Goldberg, guionistas de la película Superbad, escribirán un episodio y Rogen dará voz a uno de los personajes en el mismo.
A finales de 2007, los guionistas de Los Simpson se unieron a la huelga que inició el sindicato Writers Guild of America, East. Los guionistas forman parte del sindicato desde 1998.

### Actores de voz

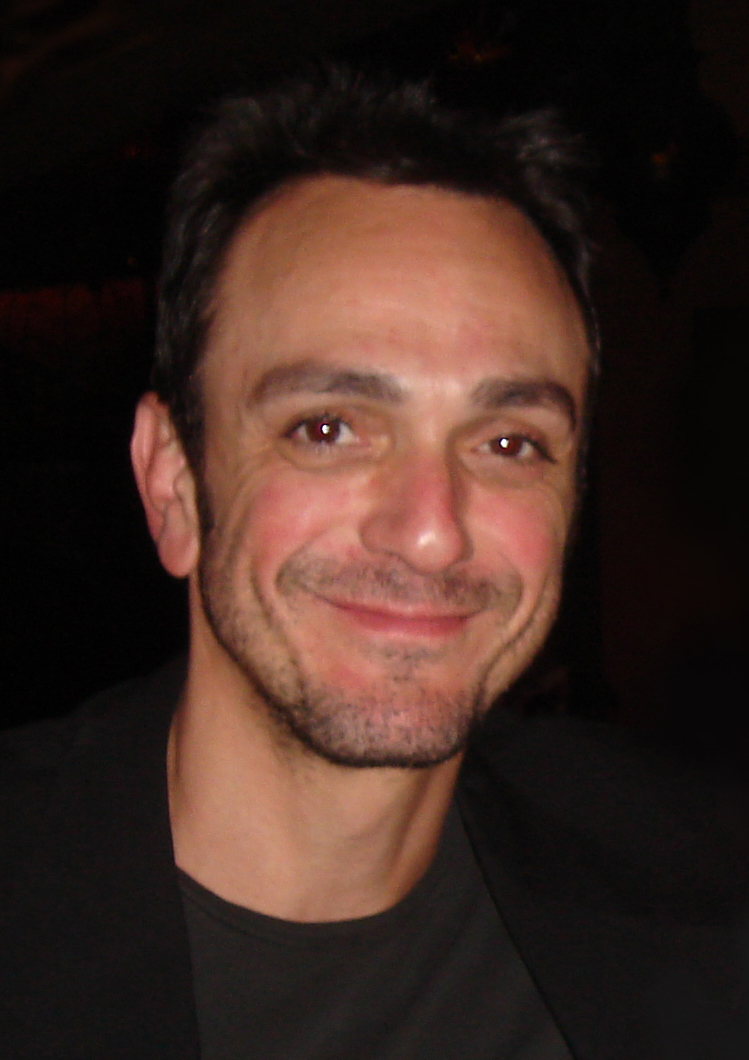
Hank Azaria ha sido miembro del reparto principal de actores de voz de Los Simpson desde la segunda temporada.

Salvo una excepción, los créditos de los episodios solo muestran la lista de los actores de voz y no los personajes a los que interpreta cada uno. Tanto Fox como el equipo de la serie querían mantener las identidades en secreto durante las primeras temporadas, por lo que las grabaciones se hacían a puerta cerrada y se rechazaba la realización de fotos del equipo de grabación. De todas formas, la cadena finalmente reveló qué papel interpretaba cada uno en el episodio Old Money, después de que los productores dijesen que los actores debían recibir un reconocimiento por su trabajo. En 2003, el equipo apareció en un episodio del programa Inside the Actors Studio, interpretando en directo las voces de sus personajes.
Los Simpson tiene seis actores principales. Dan Castellaneta interpreta a Homer Simpson, Abraham Simpson, Krusty el payaso y otros hombres adultos. Julie Kavner realiza las voces de Marge Simpson y Patty y Selma, además de otros personajes menores. Nancy Cartwright da vida a la voz de Bart Simpson y otros niños. Yeardley Smith, voz de Lisa Simpson, es el único miembro de la plantilla que normalmente da voz solo a un personaje, aunque ocasionalmente representa otros personajes episódicos. Hay otros dos actores que no hacen voces de miembros de la familia protagonista pero interpretan a la mayoría de los hombres de la ciudad. Hank Azaria interpreta a personajes como Moe Szyslak, Jefe Wiggum y Apu Nahasapeemapetilon. Harry Shearer presta su voz a Montgomery Burns, Waylon Smithers, Seymour Skinner, Ned Flanders y Dr. Hibbert. A excepción de Harry Shearer, todos los principales miembros del equipo han ganado un Emmy en la categoría Outstying Voice-Over Performance (Mejor interpretación de actor de voz).
Hasta 1998, los seis actores principales cobraron 30 000 dólares por episodio. En 1998, se vieron involucrados en una disputa salarial con Fox. La empresa amenazó con reemplazarlos por nuevos actores, incluso llegando a preparar pruebas de audición de nuevas voces. El creador de la serie, Matt Groening, apoyó a los actores en sus acciones. Sin embargo, la cuestión se resolvió pronto y a partir de 1998 y hasta 2004, cobraron 125 000 dólares por episodio. Los ingresos de la serie continuaron aumentando a través de la sindicación y las ventas de DVD, y en abril de 2004, los miembros del reparto principal detuvieron las lecturas de guion, exigiendo que se les pagara 360 000 dólares por episodio. La huelga se resolvió un mes más tarde y sus sueldos se incrementaron hasta una cantidad de entre 250 000 y 360 000 dólares por episodio. En 2008, la producción para la vigésima temporada se dejó en suspenso debido a las nuevas negociaciones contractuales con los actores de voz, que querían un «gran incremento» en los sueldos hasta una cantidad cercana a los 500 000 dólares por episodio. La controversia se resolvió pronto y el salario de los actores se elevó a 400 000 dólares por cada episodio.
Además del equipo principal, Pamela Hayden, Tress MacNeille, Marcia Wallace, Maggie Roswell y Russi Taylor hacen las voces de personajes de apoyo. Desde 1999 a 2002, los personajes de Maggie Roswell son interpretados por Marcia Mitzman Gaven. Karl Wiedergott ha aparecido en papeles pequeños, pero no da voz a ningún personaje habitual. Entre los miembros que frecuentemente han aparecido de «estrellas invitadas» se incluyen Albert Brooks, Phil Hartman, Jon Lovitz, Joe Mantegna y Kelsey Grammer.
En la serie aparecen a menudo de forma destacada voces invitadas de un amplio espectro de profesiones, incluyendo actores, atletas, autores, grupos, cantantes, músicos y científicos. En las primeras temporadas la mayoría de estas voces aparecían interpretando a otros personajes, hasta que finalmente empezaron a aparecer como ellos mismos. Tony Bennett fue la primera estrella en interpretar a su propia persona, apareciendo su personaje brevemente en el episodio de la segunda temporada Dancin' Homer. Los Simpson ostenta el récord mundial de «Mayor número de estrellas invitadas en una serie de televisión».
La serie ha sido doblada a muchos idiomas, incluyendo el español, japonés, alemán y portugués. Es además uno de los pocos programas que ha sido doblado tanto al francés como al francés del Quebec. Los Simpson ha sido también emitido en árabe, pero debido a las costumbres islámicas se han cambiado numerosos aspectos de la serie. Por ejemplo, Homer bebe agua carbonatada en lugar de cerveza y come salchichas de vaca egipcias en lugar de perritos calientes. Debido a esos cambios la versión árabe de la serie fue mal recibida por los antiguos fanes de Los Simpson de la zona.

#### Doblaje en español

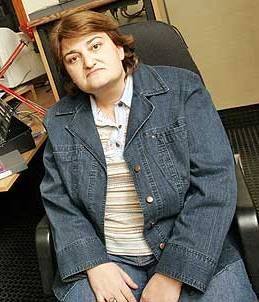
Sara Vivas ha dado su voz a Bart Simpson en el doblaje de España en todas las temporadas de la serie.

El doblaje en español de la serie se realiza en dos versiones diferentes, una en México y otra en España. Ambas difieren en ciertos aspectos, principalmente en los nombres de algunos personajes. En la versión hispanoamericana, Homer Simpson se llama Homero, pero en España no se traduce el nombre. Otras traducciones de la versión de Hispanoamérica, pero no de la versión española, son: Barney Gumble como Barney Gómez, la familia Wiggum como Górgory, la familia Lovejoy como Alegría y Joe Quimby como Alcalde Diamante, entre otros. Otros personajes son traducidos en ambas versiones, como Sideshow Bob, que en España es conocido como Actor secundario Bob y en Hispanoamérica como Bob Patiño, o Itchy and Scratchy, que son conocidos como Rasca y Pica y Tommy y Daly, respectivamente.
La animación de la serie no se altera y lo que está escrito en inglés aparece en ese idioma en las versiones en español. En la escena de la pizarra se puede oír a Bart leyendo la frase traducida. Después de la secuencia de apertura, puede oírse el título del episodio en la versión hispanoamericana pero no en la española. Sin embargo, en la española aparece subtitulado durante el inicio del episodio.

##### España
El doblaje en España se ha realizado en los estudios Abaira de Madrid. El director de doblaje y ajustador era Carlos Revilla, que además daba su voz al personaje de Homer Simpson. Tras la muerte de este el 28 de septiembre de 2000 fue sustituido por Ana María Simón en el cargo de ajustador y director de doblaje y por Carlos Ysbert en el papel de Homer. La traductora de la serie es María José Aguirre de Cárcer. Ese mismo año 2000, el doblaje español obtuvo el premio al Mejor doblaje europeo de los Simpson otorgado por la FOX.
El reparto principal del doblaje en España es el siguiente:
- Homer Simpson: Carlos Revilla (temporadas 1 a 11, fallecido) / Carlos Ysbert (desde temporada 12).
- Marge Simpson, Patty, Selma y Jacqueline Bouvier: Amparo Soto (temporadas 1 a 4, reemplazada debido a problemas de voz con su personaje) / Begoña Hernando (temporadas 4 a 6, reemplazada por el mismo problema) / Margarita de Francia (desde temporada 6).
- Lisa Simpson: Isatxa Mengíbar.
- Bart Simpson: Sara Vivas.
- Abraham Simpson y Waylon Smithers: Ángel Egido (temporadas 1 a 10, fallecido).
- Abraham Simpson: Julio Sanchidrián (temporadas 11 a 25, fallecido) / Fernando de Luis (desde temporada 26).
- Ned Flanders y Alcalde Joe Quimby: Carlos del Pino.
- Seymour Skinner: Antonio Medina (temporada 1) / José Padilla (desde temporada 2).
- Apu Nahasapeemapetilon, Waylon Smithers (desde temporada 11) y Profesor Frink: Javier García Sáenz.
- Moe Szyslak y Clancy Wiggum: Juan Perucho.
- Montgomery Burns: Pedro Sempson (temporadas 1 a 11,falecido) / Javier Franquelo (desde temporada 12 a 34,fallecido) / Vicente Gil (actor) (desde temporada 35).
- Krusty el payaso y Lenny Leonard: Abraham Aguilar.[62]
- Actor Secundario Bob y Actor Secundario Mel: Antonio Esquivias.
- Kent Brockman, Dr. Julius Hibbert, Lionel Hutz, Troy McClure y El dependiente de la tienda de cómics: David García Vázquez.

##### Hispanoamérica

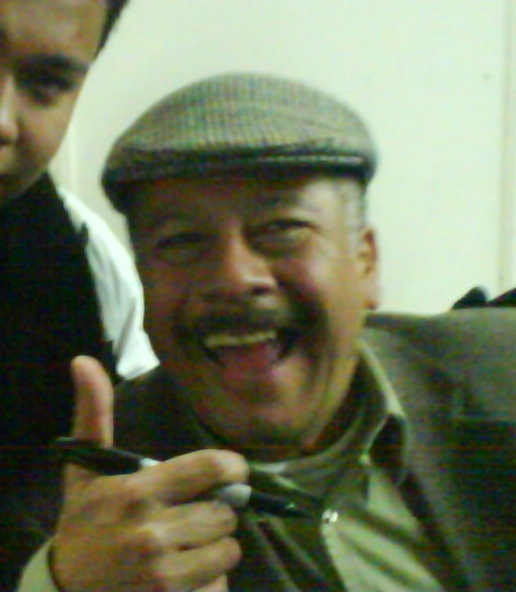
Humberto Vélez fue la voz de Homer Simpson en las primeras 15 temporadas de la serie y a partir de la 32 del doblaje de Hispanoamérica, donde se le conoce como Homero.

El doblaje para Hispanoamérica se ha realizado en varios estudios. Las primeras 15 temporadas se doblaron en Audiomaster 3000. Debido al conflicto que se suscitó en 2005 con la Asociación Nacional de Actores (ANDA) de México, se realizaron cambios en la producción. Es así como, a partir de la decimosexta temporada, los nuevos episodios se doblan en Grabaciones y Doblajes Internacionales S.A. (GDI). Ambos estudios están ubicados en la Ciudad de México. La dirección del doblaje de las 7 primeras temporadas se llevó a cabo por Francisco Reséndez, quien fue sustituido por Humberto Vélez desde la octava temporada hasta el final de la decimoquinta. Desde entonces, Marina Huerta realiza la dirección del doblaje mexicano. La versión mexicana del doblaje se emite en toda Hispanoamérica.
El conflicto entre GDI y el reparto principal de actores de voz se debió a que los actores que hacían el doblaje de la serie buscaban que la empresa firmara un contrato de exclusividad con la ANDA, gremio al que pertenecían. La empresa alegaba que en su doblaje participaban también actores independientes y que, de aceptar la exclusividad que se les solicitaba, se perderían las voces originales del programa, que era lo que se suponía que trataban de evitar ambas partes. La empresa pretendía contratar a un 75 por ciento de actores de la ANDA y el resto, de actores de doblaje independientes, pero los actores que hasta ese momento habían realizado el doblaje consideraban que eso significaba perder parte de las prestaciones que habían logrado con mucho esfuerzo. Los actores y la empresa no consiguieron llegar a un acuerdo, por lo que todo el elenco vocal que realizaba el doblaje de la serie hasta ese momento fue sustituido. La última temporada doblada por ellos fue precisamente la decimoquinta.
Sin embargo 17 años después del conflicto algunos actores del doblaje retomaron las voces de sus respectivos personajes a partir de la Temporada 32.
Créditos Técnicos
- Estudio de Doblaje: Audiomaster 3000 (primera temporada hasta decimocuarta temporada), Grabaciones y Doblajes Internacionales S.A. (desde la decimoquinta temporada), ambos en Ciudad de México.
- Director: Francisco Reséndez (primeras 7 temporadas), Humberto Vélez (temporadas 8-15; Temporada 32-presente), Marina Huerta (temporadas 16-17), Alejandro Mayén (temporadas 17-20), Gerardo García (temporada 21-24), Nicolás Frías (temporada 25 - 31).
- Doblaje en español producido por 20th Century Fox (Actualmente 20th Television).

### Animación
Estudios internacionales de televisión involucrados:
AKOM
- Produjo en exclusiva las dos primeras temporadas de la serie.
- Ha producido episodios a lo largo de la serie.

Anivision
- Produjo la animación de episodios de las temporadas 3-10.

Rough Draft Studios
- Produjo la animación de episodios desde la cuarta temporada hasta la actualidad.

U.S. Animation, Inc.
- Produjo Radioactive Man junto a Anivision.
- Produjo The Simpsons 138th Episode Spectacular.

Toonzone Entertainment
- Produjo The Fat and the Furriest y She Used to Be My Girl.

La serie ha sido animada por varios estudios tanto estadounidenses como internacionales. Durante la emisión de los cortos de The Tracey Ullman Show, la animación se producía en Klasky Csupo, en Estados Unidos. Al comienzo de la serie, con el consiguiente aumento de la carga de trabajo, Fox subcontrató la producción con varios estudios internacionales localizados en Corea del Sur. Los artistas del estudio de Estados Unidos, Film Roman, dibujan los guiones gráficos y diseñan nuevos personajes, escenarios y apoyos que se convierten en los llamados animatics, que se proyectan a los guionistas de Gracie Films para cualquier cambio que haya de realizarse antes de que el trabajo sea enviado a Corea del Sur. En los estudios coreanos dibujan los conocidos como inbetweens, aplican la técnica digital ink and paint y empiezan a grabar la animación antes de que se envíe de vuelta a los estudios de Fox en Estados Unidos tres o cuatro meses más tarde.
Durante las tres primeras temporadas, Klasky Csupo se encargó de la animación de Los Simpson en Estados Unidos. En 1992, la compañía productora de la serie, Gracie Films, asignó la parte de dicho trabajo realizada en Estados Unidos a Film Roman, que continuó con esa labor hasta 2007.
En la decimocuarta temporada, se cambió del uso de la técnica conocida en inglés como cel animation a la denominada digital ink and paint.
El primer episodio con coloración digital fue Radioactive Man, de la séptima temporada, en 1995. Los animadores emplearon digital ink and paint durante la producción del episodio Tennis the Menace, pero Gracie Films retrasó el uso de dicha técnica hasta dos temporadas más adelante.

## Personajes

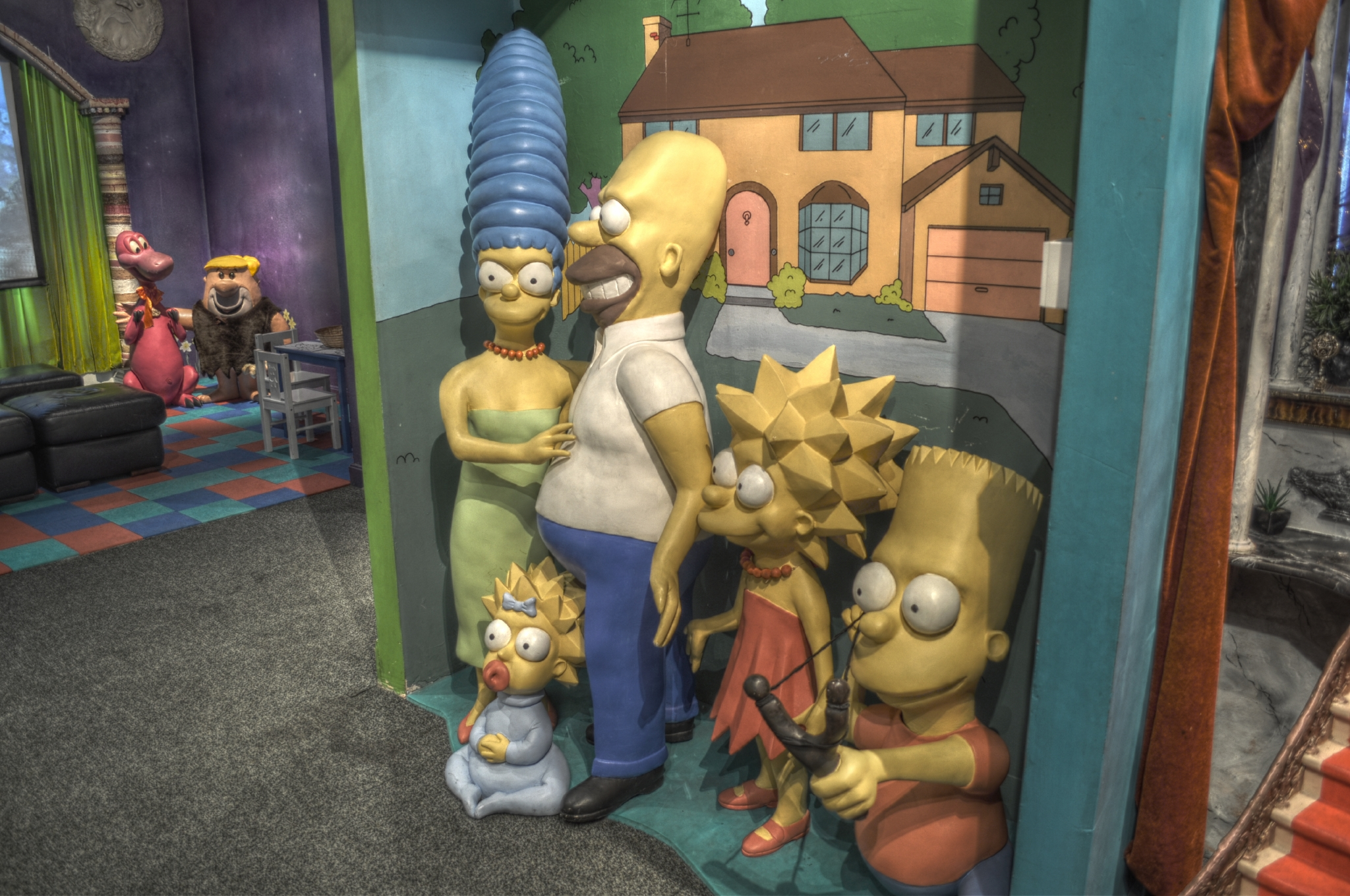
Estatuas de cera de la familia Simpson.

Los Simpson son una familia estadounidense normal que vive en Springfield, una ciudad ficticia de la «América media». Homer, el padre, trabaja como inspector de seguridad en la planta de energía nuclear de Springfield en el sector 7G, posición que contrasta con su personalidad descuidada y bufonesca. Está casado con Marge, una estereotípica ama de casa y madre con la cual tiene tres hijos: Bart, un problemático chico de 10 años, Lisa, una precoz activista de 8 años, y Maggie, un bebé que no habla pero se comunica succionando un chupete. La familia posee un perro, Santa's Little Helper (llamado "El ayudante de Santa" en la versión hispanoamericana), y un gato, Snowball II. Ambas mascotas han protagonizado algún episodio. A pesar del paso de los años, los Simpson no envejecen y siguen manteniendo el mismo aspecto y edad que tenían a finales de los 80.
La serie incluye además un nutrido grupo de personajes secundarios: compañeros de trabajo, profesores, otros familiares, amigos de la familia, gente de la ciudad y estrellas locales. Según Matt Groening, la serie tomó la idea de incluir un gran reparto de la telecomedia canadiense Second City Television.

## Escenario
Los Simpson tiene lugar en la ficticia ciudad estadounidense de Springfield, sin coordenadas geográficas o localizaciones concretas que permitan conocer en qué estado de Estados Unidos se encuentra. A pesar de esto, los fanes de la serie han tratado de identificar la localización de la ciudad prestando atención al paisaje, vecindario, marcas geográficas y otras pistas. Como respuesta, la serie se muestra intencionalmente evasiva a facilitar la localización. El nombre «Springfield» es tan común en Estados Unidos que aparece en la mitad de los estados. La geografía de Springfield y alrededores contiene costas, desiertos, zonas agrícolas extensas, altas montañas y cualquier elemento necesario para el desarrollo del argumento o de los chistes. De todas formas, Groening ha dicho que Springfield tiene mucho en común con Portland, Oregón, la ciudad donde creció.
La familia Simpson vive en el 742 de Evergreen Terrace (en Hispanoamérica: Avenida Siempreviva 742), Springfield, en honor a la calle donde vivía Matt Groening cuando era niño. Se dan varios números alternativos de la casa Simpson en varios episodios, entre ellos: 59 (Mr. Lisa Goes to Washington), 94 (Blood Feud y Bart, el amante), 723 (Homer the Vigilante), 743 (Beyond Blunderdome) y 1094 (New Kid on the Block), además de Spalding Way 430 (Kamp Krusty). El hecho se usa repetidamente para evitar ubicar específicamente a Springfield sobre un mapa de los Estados Unidos. Se ha sugerido que la dirección usada en Kamp Krusty apunta al actor y comediante Spalding Gray.
Existe una réplica de la casa en Henderson (Nevada) que fue sorteada en 1997 por Fox y Pepsi. Tiene más de 200 m². Fue puesta a la venta en 2011 por 120.000 dólares.

## Temas
La ciudad de Springfield actúa como un universo completo que permite a los personajes enfrentarse a los problemas de la sociedad moderna. El tener a Homer trabajando en una central nuclear permite comentar el estado del medio ambiente natural. Seguir los años de Bart y Lisa por la Escuela Primaria de Springfield permite a los guionistas de la serie ilustrar asuntos controvertidos sobre el tema de la educación. La ciudad posee además un amplio número emisoras de televisión que permite a los realizadores hacer chistes sobre sí mismos y el mundo del entretenimiento.
Algunos comentaristas han notado que la serie es política en su naturaleza y susceptible de un sesgo de izquierdas. Al Jean admitió en una entrevista que «Nosotros [la serie] somos de inclinación liberal». Los guionistas a menudo evidencian su inclinación por ideas progresistas, aunque hacen chistes con todo el espectro político. La serie a menudo presenta gobiernos y grandes empresas como entidades insensibles dispuestas a aprovecharse del trabajador medio. Por tanto, los guionistas frecuentemente presentan a las figuras de la autoridad con una luz oscura y desfavorable. En Los Simpson, los políticos son corruptos, los ministros eclesiásticos como Reverend Lovejoy se muestran indiferentes hacia los feligreses y los policías locales son unos incompetentes.
La religión es otro de los temas principales; en tiempos de crisis la familia frecuentemente vuelve sus ojos a Dios, y la serie se ha ocupado de la mayoría de las religiones mayoritarias (como el cristianismo, judaísmo o hinduismo, entre otras).

## Señas de identidad

### Secuencia de apertura
La secuencia de apertura de Los Simpson es una de las señas de identidad más memorables de la serie. La mayor parte de los episodios comienzan con la cámara acercándose al título de la serie y hacia la ciudad de Springfield. Luego la cámara sigue el regreso a casa de los miembros de la familia. Al llegar, la familia se sienta en el sofá a ver la televisión. Esta secuencia fue creada por David Silverman.
La sintonía característica de la serie fue compuesta por el músico Danny Elfman en 1989, después de que Groening le solicitara una pieza estilo retro. Esta pieza, que tardó dos días en crear, ha sido reconocida por Elfman como la más popular de su carrera.
Una de las características más notables de esta secuencia es que hay varios segmentos que cambian de un episodio a otro. Bart escribe cosas diferentes en la pizarra de la escuela, Lisa a veces toca un solo distinto de saxofón y hay un gag visual distinto cada vez que la familia entra al cuarto de estar.

### Especiales de Halloween
El episodio especial de Halloween se ha convertido en una tradición. El primer especial de Halloween, Treehouse of Horror, se emitió en la segunda temporada de Los Simpson y estableció el patrón de contar tres historias autoconclusivas por episodio de Halloween.
Estos segmentos normalmente presentan a la familia en algún escenario terrorífico, de ciencia ficción o sobrenatural que a menudo parodian u homenajean otras obras de esos géneros. Están siempre fuera de la continuidad normal de la serie, es decir, no influyen en capítulos posteriores ni son consecuencia de los anteriores. Aunque los episodios de Halloween se supone que deben ser vistos en esa fecha, en los últimos años se emiten más tarde en Estados Unidos debido al contrato de Fox con la Serie Mundial de Grandes ligas de béisbol.

### Chistes
La mayoría de los personajes principales y secundarios de la serie tienen un latiguillo. Entre las expresiones más notables se encuentra el gruñido de fastidio de Homer «D'oh!» («¡Ouh!» o «¡Ouch!» en español), el «excelente» del Sr. Burns o la risa de Nelson Muntz «¡Ja! ¡ja!». Algunos de los latiguillos del personaje de Bart, como «¡Ay, caramba!», aparecieron en camisetas durante los primeros años de la serie. Sin embargo, los guionistas fueron suprimiendo su uso tras adquirir fama por el merchandising y han ido reduciendo su número en las últimas temporadas. Su uso humorístico fue parodiado en el episodio Bart Gets Famous, en el que Bart adquiere una inmensa popularidad tras decir en «El show de Krusty» la frase «I didn't do it», traducido como «Yo no he sido» en España y «Yo no fui» en Hispanoamérica.
La serie también inserta referentes culturales que cubren un amplio espectro de la sociedad estadounidense. Dichas referencias vienen del cine, la televisión, música, literatura, ciencia y hechos históricos. Los animadores aprovechan cualquier ocasión para introducir chistes ocultos en forma de textos incoherentes en lugares insospechados como carteles o periódicos. El público a menudo no percibe todos los chistes visuales en un primer visionado. Kristin Thompson argumenta que Los Simpson contiene «una batería de referencias culturales, una caracterización intencionadamente inconsistente y una considerable auto-reflexión acerca de las convenciones televisivas y el estatus del programa».

## Influencia

### Influencias en el lenguaje

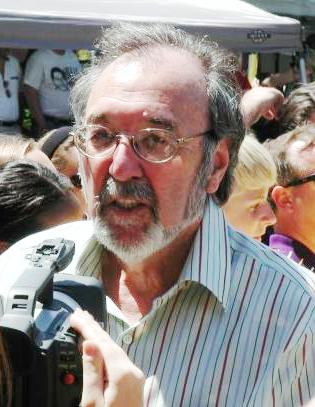
James L. Brooks, productor ejecutivo y guionista de la serie.

Los Simpson ha originado un buen número de neologismos en el lenguaje popular estadounidense. Mark Liberman, director del Linguistic Data Consortium, afirma: «Los Simpson ha sustituido aparentemente a Shakespeare y La Biblia como nuestra principal fuente de cultura del idioma, expresiones y diversas alusiones textuales». La famosa expresión «D'oh!» de Homer se ha extendido tanto en el mundo anglosajón que ha llegado a aparecer en el diccionario Oxford English Dictionary, aunque sin el apóstrofo. La expresión ha sido usada incluso en producciones fuera de Estados Unidos, como fue el caso de un episodio de 2008 de la serie de televisión del Reino Unido Doctor Who. Un extraterrestre esclavizado realiza una imitación de Homer Simpson diciendo «D'oh!».
Existen otras expresiones aparecidas en Los Simpson que se han incorporado al lenguaje popular estadounidense, como el «excelente» de Montgomery Burns, el grito triunfal «¡Yuhuu!» de Homer o la risa burlona «¡Ja! ¡Ja!» de Nelson Muntz. La frase de Willie en el episodio 'Round Springfield «cheese-eating surrender monkeys» fue usada en 2003 por el columnista Jonah Goldberg, de la revista conservadora National Review, después de la negativa de Francia a apoyar la resolución de Estados Unidos en el Consejo de Seguridad de Naciones Unidas para iniciar la guerra de Irak, y se extendió rápidamente entre otros periodistas.
La palabra «cromulent», inventada por los guionistas de la serie en el episodio Lisa the Iconoclast, ha sido incluida en el diccionario de inglés Webster's New Millennium Dictionary. La palabra «kwyjibo», creada por Bart en el episodio Bart the Genius cuando jugaba al Scrabble, fue uno de los sobrenombres del virus informático Melissa. La frase «Yo, por mi parte, saludo ya a nuestros nuevos amos», utilizada por Kent Brockman en Deep Space Homer, ha sido utilizada en la cultura popular estadounidense para describir numerosos eventos. Se han usado variaciones de la pronunciación de Brockman para fingir sumisión, normalmente en tono humorístico. También ha sido utilizada por diferentes medios de comunicación, como la revista New Scientist. El término de rechazo «Meh», que utilizan Bart y Lisa en el episodio Hungry, Hungry Homer, también ha llegado a ser popular.

### Influencia en la televisión
Los Simpson fue la primera serie de animación en emitirse con éxito en horario estelar desde Wait till Your Father Gets Home en los años 70. Durante la mayor parte de los 80, los expertos consideraban que estas series solo eran apropiadas para niños y que la animación de una serie era demasiado cara como para alcanzar la calidad esperada en un programa perteneciente a la franja horaria de máxima audiencia. Los Simpson cambió esta idea. El uso de estudios de animación coreanos para hacer los in-betweening, colorear y filmar redujo los costes. Y, a su vez, el éxito de Los Simpson y la reducción de sus gastos de producción animaron a las cadenas de televisión a producir otras series de animación. Esto llevó a un auge de series de este tipo en horario estelar en los años 90 como South Park, Padre de familia, King of the Hill, Futurama (del mismo creador que Los Simpson), y El Crítico. South Park rindió homenaje a Los Simpson con el episodio Simpsons Already Did It.
Los Simpson también ha influido en series no animadas, como Malcolm in the Middle, estrenada el 9 de enero de 2000 en la franja horaria posterior a Los Simpson. Malcolm in the Middle también utiliza chistes ocultos y, a diferencia de la mayoría de las comedias de situación, no usa risas enlatadas. Ricky Gervais considera a Los Simpson una influencia principal en su telecomedia británica The Office, también carente de risas enlatadas.

## Recepción y logros

### Éxito inicial
Los Simpson fue la primera serie de televisión de la cadena Fox en situarse en la lista de las 30 series mejor valoradas. El personaje de Bart Simpson fue el protagonista en la mayoría de los episodios de las tres primeras temporadas, mientras que en las posteriores la atención se centró en el personaje de Homer. En 1990, Bart se convirtió rápidamente en uno de los personajes de televisión más populares y surgió la denominada «Bartmanía». También fue el personaje de la serie más utilizado en los productos sobre la serie, como las camisetas. A comienzos de la década de los 90, se pusieron a la venta millones de camisetas con su imagen; se vendieron no menos de un millón de ellas en unos días. Varias escuelas públicas de Estados Unidos prohibieron el uso de dichas camisetas porque consideraban a Bart un mal modelo, con frases como «I'm Bart Simpson. Who the hell are you?» («Soy Bart Simpson. ¿Quién demonios eres tú?») y «Underachiever ('And proud of it, man!)» («Con malas notas (¡Y orgulloso de ello, hombre!)»). Los productos de Los Simpson se vendieron bien y generaron 2000 millones de dólares de beneficios durante los primeros catorce meses de ventas. Debido a su popularidad, Bart fue a menudo el miembro más promocionado de la familia Simpson en los anuncios de la serie, incluso para episodios en los que no era parte protagonista del argumento.
Debido al éxito de la serie, en el verano de 1990 la cadena Fox decidió cambiar el horario de emisión de Los Simpson para trasladarlo a las 8 de la tarde EST en la noche de los domingos y con el mismo horario en la noche de los jueves, donde competía con The Cosby Show en NBC, la serie de más audiencia en aquella época. A lo largo del verano, se publicaron varias noticias acerca de la supuesta rivalidad «Bill vs. Bart». El episodio de la segunda temporada Bart Gets An F (de 1990) fue el primer episodio emitido en el mismo horario que The Cosby Show y tuvo una baja cuota de pantalla, por detrás de The Cosby Show, que tuvo una cuota de 18,5. La cuota se basa en el número de televisiones por hogar que tenían sintonizada la serie, pero Nielsen Media Research estimó que 33,6 millones de espectadores vieron el episodio, convirtiéndolo en la serie más vista por número de espectadores reales esa semana. En aquella época, fue el episodio más visto en la historia de Fox, y es todavía uno de los episodios con una cuota más alta en la historia de la serie.
Los Simpson ha sido elogiada por muchos críticos, siendo descrita como «la serie más irreverente y sin arrepentimiento en emisión». En una crítica de 1990 sobre la serie, Ken Tucker, de la revista Entertainment Weekly, declaró: «[Son] la familia estadounidense más complicada, realizada como simples dibujos animados. Esta genial paradoja hizo que millones de personas abandonaran los tres principales programas de los domingos por la noche para concentrarse en Los Simpson». Tucker también describiría la serie como «un fenómeno cultural, un dibujo animado en horario estelar que resulta atractivo para toda la familia».

### Premios y nominaciones

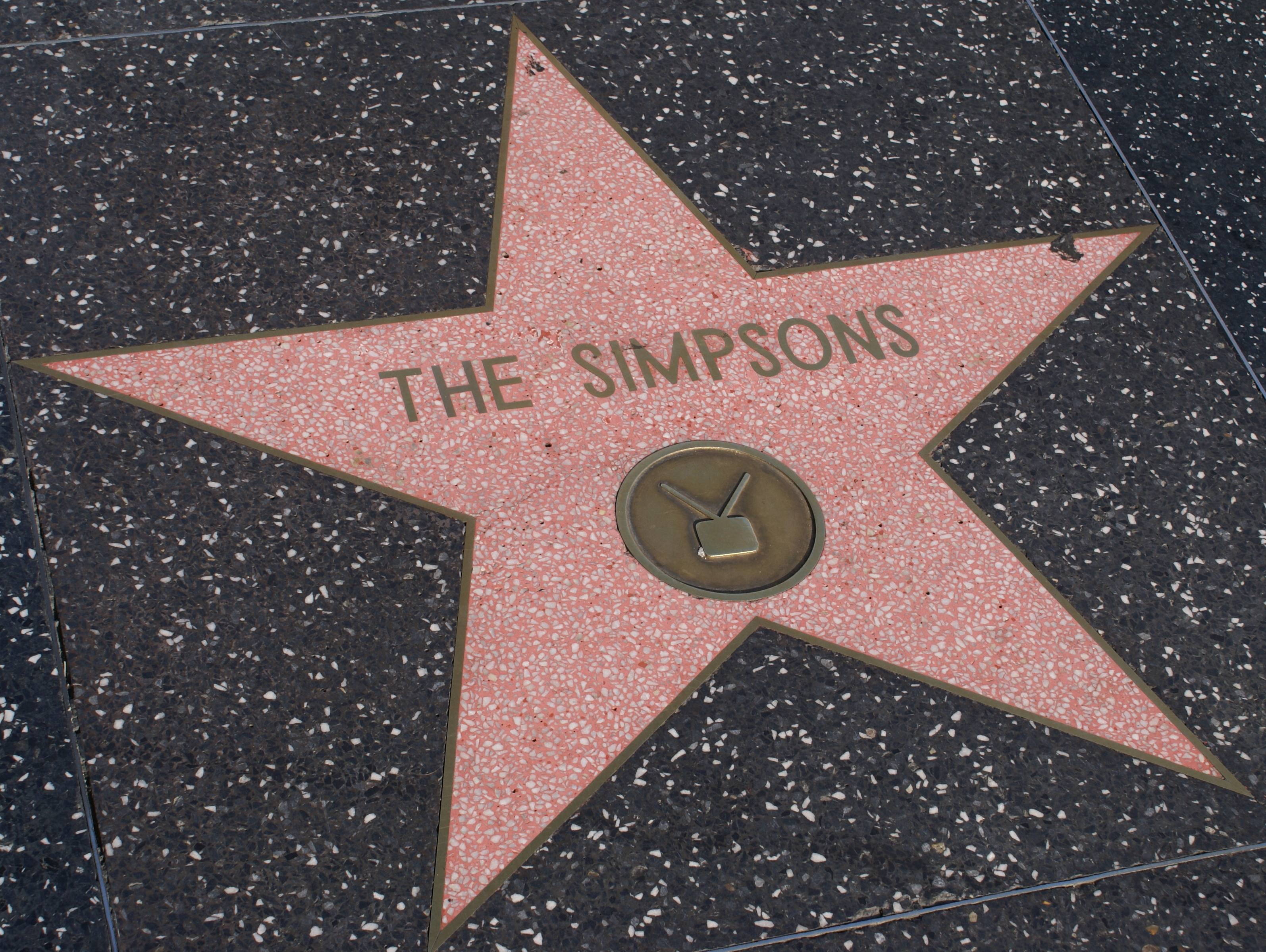
Los Simpson obtuvo una estrella en el Paseo de la Fama de Hollywood.

Los Simpson ha ganado gran cantidad de premios desde su estreno como serie, incluyendo 33 premios Emmy, 32 premios Annies y un premio Peabody, siendo la primera serie de animación en obtener este último. En el número de la revista Time dedicado a los logros en el arte y el entretenimiento, Los Simpson aparecía como la «Mejor serie de televisión del siglo XX». En ese mismo número Time incluyó a Bart Simpson en su «Lista de las personas más influyentes del siglo XX». Bart fue el único personaje ficticio en aparecer en la lista. El 14 de enero de 2000, Los Simpson obtuvo una estrella en el Paseo de la Fama de Hollywood. También en 2000, el crítico de televisión de Entertainment Weekly Ken Tucker calificó a Los Simpson como la «Mejor serie de televisión de los años 90». Además, los espectadores de la cadena británica Channel 4 llevaron a Los Simpson a lo más alto de dos encuestas: «100 Greatest Kids' TV shows» (los 100 mejores programas infantiles) en 2001 y «100 Greatest Cartoons» (los mejores dibujos animados) en 2005, además de situar a Homer Simpson en primer lugar en la lista de 2001 de los «100 mejores personajes de televisión» y en el noveno puesto en la lista de Entertaintment Weekly de los «50 mejores iconos de televisión». En 2002, consiguió el octavo puesto en «TV Guide's 50 Greatest TV Shows of All Time» (lista de las 50 mejores series de todos los tiempos), así como, en 2007, fue incluida en la lista de los «100 mejores programas de todos los tiempos». En 2008, la serie obtuvo la primera posición en la lista de Entertainment Weekly «Top 100 Shows of the Past 25 Years» (100 mejores series de los últimos 25 años) y Empire denominó a la serie la más grande de todos los tiempos. El capítulo Crook and Ladder ha obtenido el premio de «Mejor episodio de comedia» por combatir el consumo de tabaco, drogas y bebidas alcohólicas. En 2013, la serie recibió su primera nominación a los Premios Óscar de 2012, en la categoría de Mejor Corto Animado por The Longest Daycare.

### Logros de mayor permanencia
El 9 de febrero de 1997, Los Simpson sobrepasó a Los Picapiedra como la serie de animación estadounidense de mayor permanencia en horario estelar con el episodio The Itchy & Scratchy & Poochie Show. En 2004, Los Simpson reemplazó a The Adventures of Ozzie and Harriet (1952 - 1966) como la comedia de situación (animada o no) de mayor permanencia en Estados Unidos. En octubre de 2004, Scooby-Doo sobrepasó brevemente a Los Simpson como la serie estadounidense con mayor número de episodios. Sin embargo, la cancelación de la serie tras 371 episodios hizo que Los Simpson pudiera recobrar el título con 378 episodios al final de la decimoséptima temporada. En mayo de 2007, la serie alcanzó el episodio 400 al final de la decimoctava temporada. No obstante, aunque ostenta el récord de mayor número de episodios de una serie de animación estadounidense, fuera de dicho país existen series que le superan en ese aspecto. Es, también, la sexta serie animada con más capítulos de la historia. Superando en número a Los Simpson, están animaciones como  Sazae-san (1820 episodios, ya finalizada).
En 2009, la serie sobrepasó el récord de 435 episodios de The Adventures of Ozzie and Harriet y es reconocida por el Libro Guinness de récords mundiales como la sitcom de mayor duración del mundo.
El año 2007 marcó el vigésimo aniversario de la franquicia Simpson. Tras veinte años (en 2008-2009), la serie igualó a Gunsmoke como serie televisiva estadounidense más longeva en cuanto permanencia en pantalla, en cuanto a número de episodios la superó en 2018.

### Críticas y controversias
La naturaleza rebelde de Bart, que frecuentemente no es castigado por su mal comportamiento, propició que algunos padres y conservadores lo presentaran como un mal modelo a seguir para los niños. En las escuelas, los profesores afirmaban que Bart era una «amenaza para el aprendizaje» debido a su actitud de «orgullo por sus malas calificaciones» y su actitud negativa respecto a su educación. Otros lo describieron como «egoísta, agresivo y miserable». En una entrevista de 1991, Bill Cosby describió a Bart como un mal ejemplo a seguir para los niños y lo calificó como «enfadado, confuso, frustrado». En respuesta, Matt Groening dijo «lo que resume a Bart bastante bien. La mayoría de la gente se esfuerza por ser normal. Pero él piensa que ser normal es aburrido y hace cosas que otros desearían hacer». El 27 de enero de 1992, el entonces presidente de Estados Unidos George H. W. Bush dijo «Vamos a seguir tratando de reforzar la familia americana, para hacer a las familias americanas más parecidas a los Walton y menos como los Simpson». Los guionistas rápidamente contestaron con una réplica irónica en forma de un segmento corto que emitieron tres días después antes de una nueva emisión de Stark Raving Dad en el que Bart respondía: «Hey, nosotros somos exactamente como los Walton. También rezamos por un final de la Depresión».
Varios episodios de la serie han generado controversia. La familia Simpson visitó Australia en el episodio de la sexta temporada Bart contra Australia (1995) y Brasil en el episodio de la decimotercera La culpa es de Lisa (2002) y ambos generaron controversia y reacciones negativas en los países visitados. En el último caso, se mostraba a Río de Janeiro como una ciudad con calles llenas de crimen, secuestros, barrios bajos e infectadas de monos y ratas. El consejo turístico de la ciudad llegó a amenazar a Fox con emprender acciones legales. Matt Groening enfureció y emitió una fuerte crítica por el episodio de la sexta temporada A Star is Burns (1995) que realizó un crossover con El Crítico. Creía que esto no era más que publicidad para dicha serie y que la gente asociaría incorrectamente a Los Simpson con ella. Cuando sus esfuerzos por evitar que se realizara el episodio fracasaron, pidió que su nombre fuera borrado de los créditos finales e hizo públicas sus preocupaciones, criticando abiertamente a James L. Brooks y afirmando que el episodio «viola el universo de Los Simpson». En respuesta, Brooks afirmó «estoy furioso con Matt, [...] su opinión está permitida pero airearla públicamente en la prensa es ir demasiado lejos. [...] Su comportamiento actual es pésimo». El episodio de la novena temporada The Principal and the Pauper (1997) es uno de los más controvertidos de la serie. Muchos seguidores y críticos reaccionaron negativamente a la revelación de que el director Seymour Skinner, un personaje recurrente desde la primera temporada, era un impostor. El episodio ha sido criticado por Matt Groening y por Harry Shearer, quien da voz al personaje. En una entrevista de 2001, Shearer recordó que después de la lectura del guion les dijo a los guionistas «Esto está muy mal. Están tomando algo que una audiencia ha construido durante ocho o nueve años de inversión y arrojándolo a la basura sin una buena razón, con una historia que hemos hecho previamente para otros personajes. Es muy arbitrario, gratuito e irrespetuoso para el público».

#### Percibida disminución en la calidad

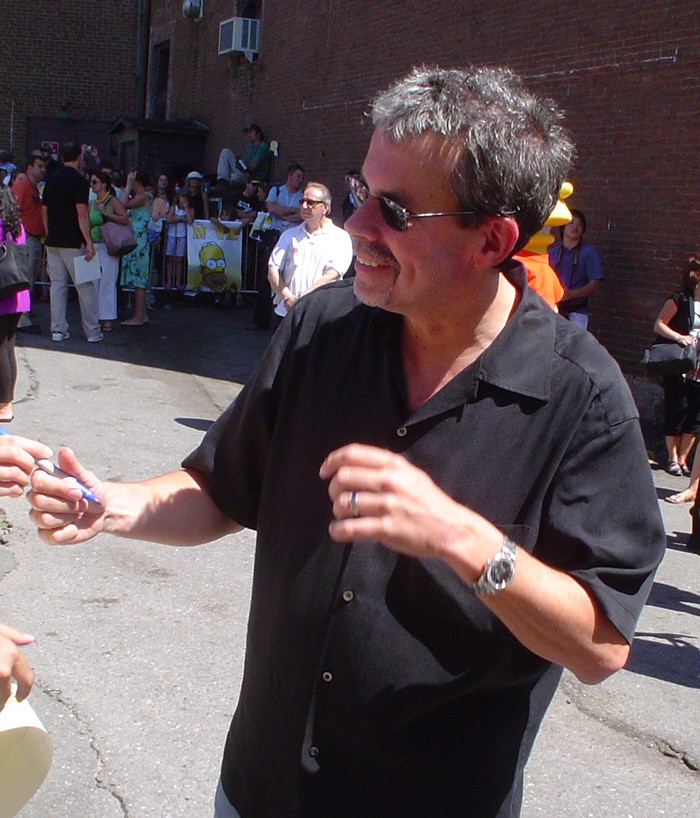
Mike Scully, que fue showrunner desde la novena temporada a la duodécima, fue el objetivo de las críticas por el declive de la calidad de la serie

Durante muchos años, la crítica alabó la serie Los Simpson por su ingenio, realismo e inteligencia. Sin embargo, a mediados de los 90, el tono y énfasis de la serie comenzó a cambiar. Algunos críticos empezaron a declarar que la serie estaba «desgastada». A partir de 2000, algunos de los seguidores más veteranos empezaron a expresar su desilusión con la serie señalando lo que ellos percibían como un exceso de situaciones estrafalarias en los argumentos, anteriormente basados en las características de los personajes. El escritor Douglas Coupland describió las críticas a la disminución de la calidad en la serie como «sandeces», afirmando «Los Simpson no ha dejado pasar una oportunidad en catorce años. Con muy poca probabilidad lo hará ahora». Mike Scully, que fue showrunner desde la novena temporada a la duodécima, ha sido el objetivo de las críticas. Chris Suellentrop, de la revista Slate, escribió: «Con la permanencia de Scully, Los Simpson se convirtieron, pues, en dibujos animados. [...] Los episodios que antes se habrían terminado con Homer y Marge montando en bicicleta hacia la puesta del sol ahora se terminan con Homer disparando un dardo tranquilizante al cuello de Marge. La serie todavía es graciosa, pero ha dejado de ser conmovedora desde hace años».
En 2003, para celebrar el episodio número 300 de la serie, Barting Over, el periódico USA Today publicó un par de artículos relacionados con Los Simpson: una lista de los 10 mejores episodios seleccionados por el webmaster del fansite The Simpsons Archive, y una lista de los 15 mejores episodios de Los Simpson según los propios guionistas. El episodio más reciente de la lista de los seguidores fue uno de 1997, Homer's Phobia; la elección más reciente de los guionistas fue un episodio de 2000, Behind the Laughter. En 2004, Harry Shearer criticó lo que él percibe como un descenso en la calidad: «Creo que las tres últimas temporadas están entre lo peor, por lo que la cuarta temporada me parece bastante buena ahora».
A pesar de estas críticas, Los Simpson ha logrado mantener una buena audiencia y atraer nuevos seguidores, si bien la primera temporada fue vista por una media de 13,4 millones de espectadores por episodio en Estados Unidos, mientras que la decimoséptima temporada finalizó con una media de 9,2 millones de espectadores y la decimonovena temporada con una media de 7,7 millones. En una entrevista concedida en 2006, Matt Groening afirmó: «Sinceramente, yo no veo ningún fin a la vista. Creo que es posible que la serie llegue a ser económicamente demasiado incómoda..., pero por ahora la serie es creativamente, creo, tan buena o mejor que siempre. La animación es increíblemente detallista e imaginativa y las historias cuentan cosas que nunca antes habían ocurrido. Así que creativamente no hay razón de marcharse».

#### Censura
La serie ha recibido algunos actos e intentos de censura de determinados gobiernos y particulares.
En 2008, el canal Televen de Venezuela retiró de la programación la serie, que se emitía a las 11 de la mañana, y fue sustituida por Baywatch, tras un requerimiento de la Comisión Nacional de Telecomunicaciones, ya que consideraba que Los Simpson era una «mala influencia» para los niños. Elda Rodríguez, directora del organismo, emitió un comunicado en el que afirmaba que el procedimiento administrativo contra el canal era debido al seguimiento realizado a la serie tras una serie de denuncias del público. Rodríguez afirmó que «en la serie animada se aprecian elementos con imágenes y lenguaje inapropiados, que pueden influir en el comportamiento y la formación de los niños, niñas y adolescentes» y añadió que en algunos capítulos hay una «carga de mensajes inadecuados». Este acto fue visto como un ejemplo de la manipulación chavista en los medios de comunicación del país por parte de medios comunicativos de diversos países del mundo. En cambio otros medios consideraron estas reacciones como una muestra de manipulación mediática usada para atacar a Hugo Chávez. Tras la petición del organismo estatal, la cadena pasó a emitir la serie las 20:30. Finalmente, la cadena privada fue sancionada por el Directorio de Responsabilidad Social con la cesión de parte de su espacio televisivo, lo que obligaba a Televen a ceder treinta minutos de su tiempo de emisión durante un mes, en horario de 7 a 11 de la noche. Dicho espacio fue utilizado para transmitir mensajes culturales y educativos.
En 2009, la productora Fox decidió no emitir el episodio E. Pluribus Wiggum en Argentina en el que Carl Carlson hacía referencia a «una dictadura militar como la de Juan Perón» y afirmaba que «cuando él te desaparecía, tú te mantenías desaparecido», en referencia a los desaparecidos, durante el autodenominado Proceso de Reorganización Nacional (aunque dicho régimen comenzó dos años después de la muerte de Perón). El motivo por el que tomaron esta decisión fue «evitar reabrir heridas muy dolorosas para Argentina». Varios miembros del peronismo se quejaron públicamente por el episodio, entre ellos, el exdiputado Lorenzo Pepe, que solicitó al Comité Federal de Radiodifusión (COMFER) que prohibiera la emisión del capítulo porque «ofendía la verdad histórica». El interventor de COMFER desestimó dicha petición ya que la consideraba «irracional». El mismo año en el mes de julio en Ecuador el CONARTEL (Consejo Nacional de Radio y Televisión) prohibió al canal Teleamazonas mostrar la serie en horario todo público; pero aquella medida fue levantada en pocos días.
También el Canal 13 de Chile, quien posee los derechos de transmisión en dicho país, ha realizado continuas censuras y reediciones de capítulos en existencia de críticas o escenas controvertidas respecto a la religión católica, o bien relacionadas con la homosexualidad.
En 2023, Disney+ eliminó el segundo episodio de la última temporada en Hong Kong, ya que dicho episodio habla de los "campos de trabajos forzados” en China".

### Recepción en Hispanoamérica
Según palabras del propio Matt Groening «Los Simpson son muy populares en algunos países pero hay otros en los que por alguna razón no sucede lo mismo. No sé por qué, pero eso ocurre en Japón, donde la serie es conocida pero no alcanza el nivel de otros lugares. Argentina, en cambio, es el país número uno entre los países que no hablan inglés. Viven la serie con una intensidad única».
Bolivia es el que más consumía sobre los demás, debido a que rompía récords de audiencia por cada canal que pasaba, al grado de que un medio boliviano Unitel recorto por salvar presupuesto en entretenimiento de realities, y provocó el descontento de la población boliviana que protestó en el año 2015 contra dicho medio, apoyado por miembros del personal así como del reparto del primer doblaje a español americano.

## Productos

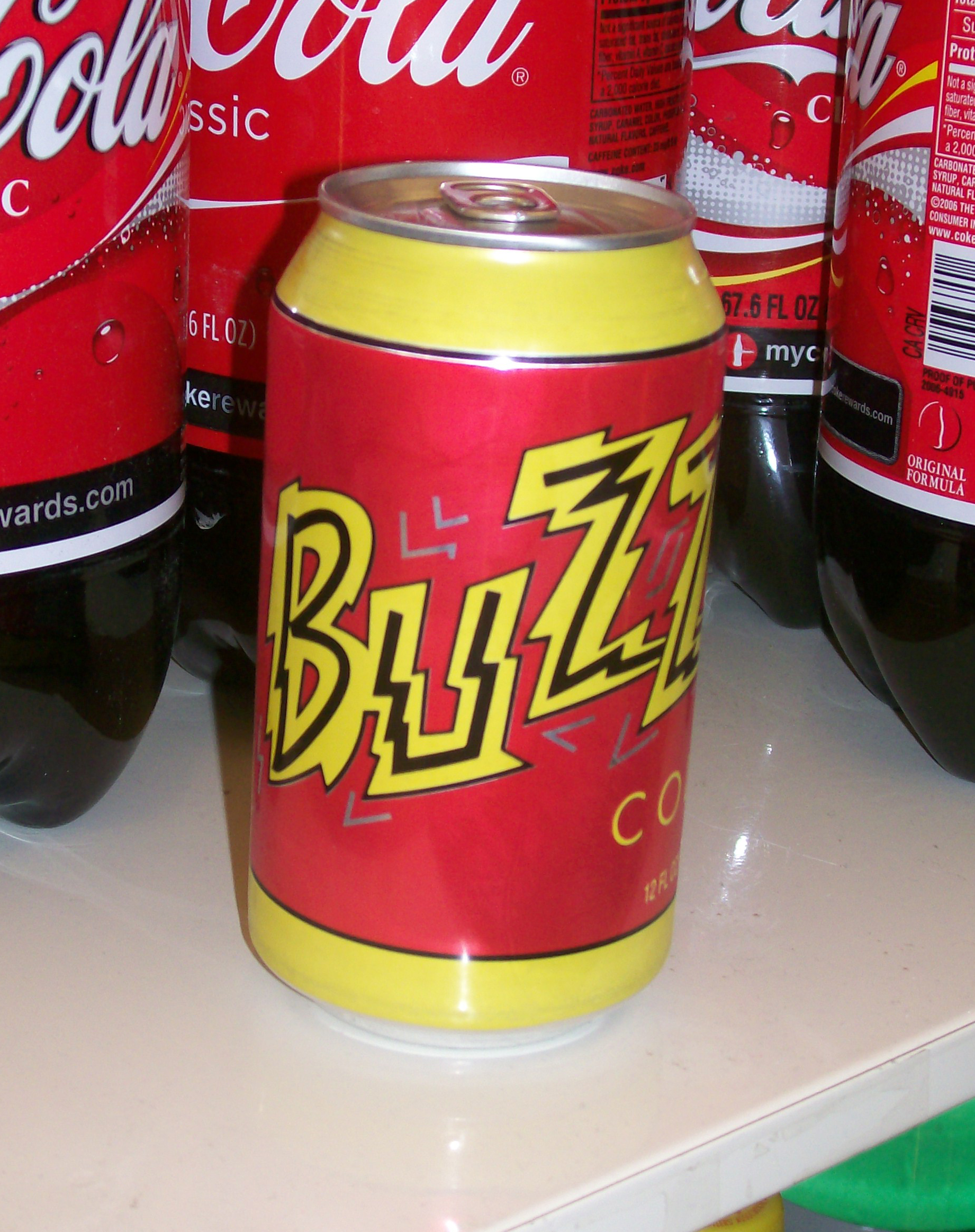
Una Buzz Cola.

La popularidad de Los Simpson ha creado una industria de merchandising de miles de millones de dólares.
La familia protagonista y personajes secundarios aparecen en multitud de productos, de camisetas a pósteres.

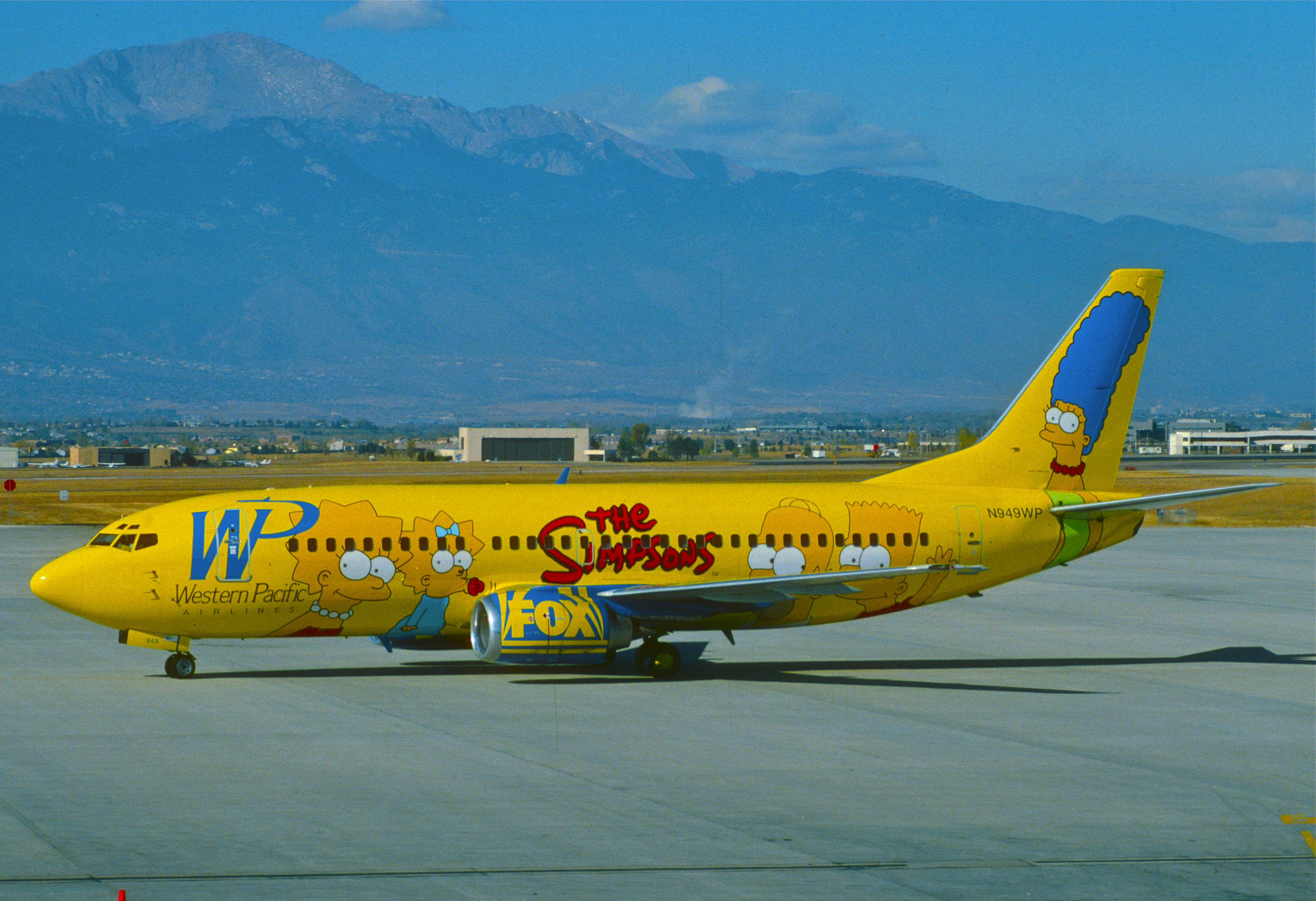
Avión Boeing 737-301 decorado con la familia Simpson.

Los Simpson ha inspirado además ediciones especiales de juegos de mesa muy conocidos como el Clue, Scrabble, Monopoly, Operation y The Game of Life, así como juegos de preguntas como What Would Homer Do? o Simpsons Jeopardy! Existen también en el mercado varios juegos de cartas, como The Simpsons Trading Card Game.
Se han editado numerosas publicaciones relacionadas con Los Simpson a lo largo de los años. Hasta ahora, y desde 1993, Bongo Comics ha publicado nueve series de historietas. Las series de cómics Los Simpson y Bart Simpson se imprimen también en el Reino Unido con los mismos títulos. También han aparecido recopilaciones de varias historietas en un solo tomo y recopilaciones de la música original de los episodios en álbumes como Songs in the Key of Springfield o Go Simpsonic with The Simpsons. Varias canciones se grabaron directamente como sencillo o álbum, sin que apareciesen en la serie. El sencillo más conocido es «Do the Bartman», que fue coescrito por Michael Jackson, y que se convirtió en un éxito internacional alcanzando los puestos más altos del UK Singles Chart durante tres semanas y siendo certificado como sencillo de oro por la British Phonographic Industry. En el Reino Unido se lanzó la canción «Deep, Deep Trouble» para aprovechar el éxito de «Do The Bartman». Los álbumes The Simpsons Sing the Blues y The Yellow Album contienen versiones y canciones originales.

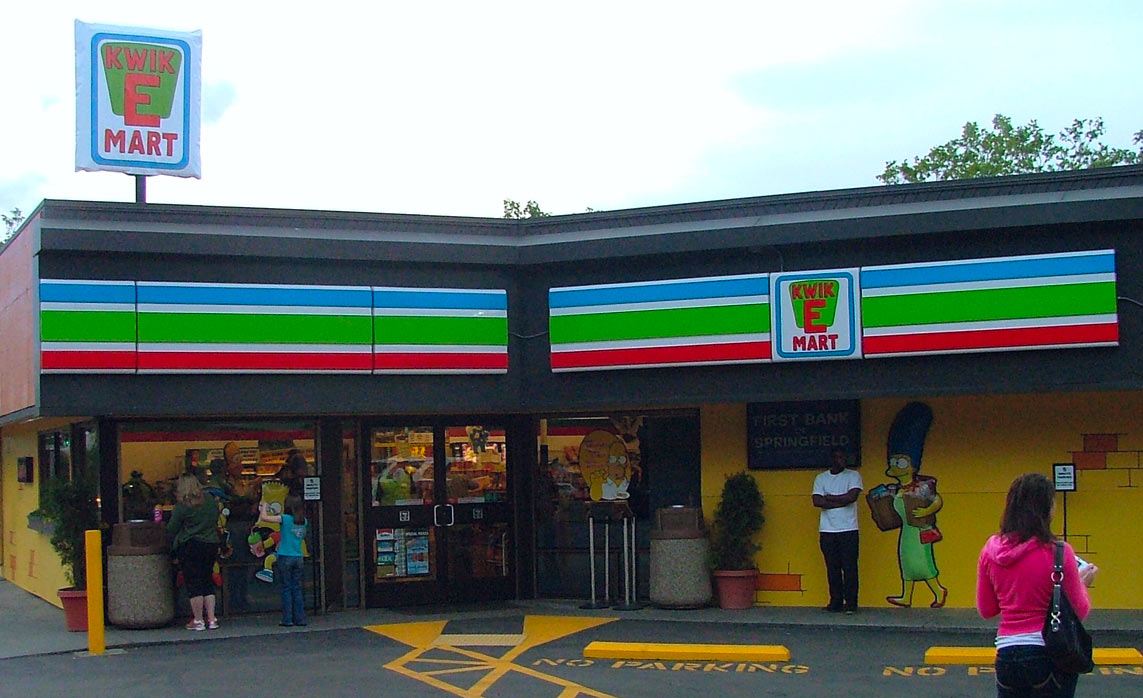
Un 7-Eleven de Seattle transformado en un Kwik-E-Mart como parte de la promoción de Los Simpson: la película.

En la promoción de Los Simpson: la película, doce tiendas de 7-Eleven fueron transformadas en Kwik-E-Mart y vendieron productos relacionados con Los Simpson, tales como «Buzz Cola», cereales «Krusty-O» o dónuts rosas con virutas.
El 9 de abril de 2009, el Servicio Postal de Estados Unidos reveló que pondría en circulación una serie de cinco sellos postales de 44 centavos con las caras de Homer, Marge, Bart, Lisa y Maggie para conmemorar el vigésimo aniversario de la serie. Los Simpson fue la primera serie de televisión en emisión que obtuvo dicho reconocimiento. Los sellos, diseñados por Matt Groening, fueron puestos en circulación el 7 de mayo y se imprimieron aproximadamente mil millones de ellos.
En julio de 2010 se podía comprar en España una cerveza Duff fabricada en Alemania. En marzo de 2010, la cerveza Duff comenzó a venderse en Colombia donde es fabricada por empresarios antioqueños, exactamente por los productores de 3Cordilleras, quienes la producen para Duff Sudamérica encargados de la marca y su comercialización; ellos alegan que es en realidad DUH, como la registraron y que las dos "f" son en realidad una "h". FOX presentó una demanda por usurpación de marca ante la autoridad colombiana, pues el grupo de inversores que fabrica la Duff Sudamérica no tiene nada que ver con FOX.

### DVD
Muchas temporadas de la serie han sido lanzadas en DVD o VHS a lo largo de los años. Cuando la primera temporada se puso a la venta en 2001, se convirtió rápidamente en el DVD televisivo más vendido de la historia, aunque más tarde fue superado por la primera temporada de Chappelle's Show. En concreto, las temporadas 1 a la 17 y la 20 (en su edición especial) han salido a la venta en DVD en Estados Unidos, Europa, Australia, Nueva Zelanda y Latinoamérica, y se pretendía lanzar más temporadas en el futuro. Posteriormente, se supo que FOX ya no iba a producir discos DVD ni Blu-ray de la temporada 21 en adelante, y en abril de 2015, la cadena canceló la producción del formato físico de Los Simpson, tanto en DVD como en Blu-ray, debido a las bajas ventas de dichos soportes físicos, con el cual se distribuía la serie al consumidor. Esto también se le atribuye a la desaparición cercana del mercado de los DVD y otros formatos en discos a causa de la popularidad de distribución por streaming en sitios como Netflix. En la Comic-Con 2017 de San Diego, se anunció que continuarían con la producción de los DVD de la temporada 18, cuyo lanzamiento fue a partir de diciembre de 2017. Asimismo, la última temporada que fue comercializada en formato DVD fue la 20 en el año 2010, saltándose la 19 y dejando de hacerlo de la 21 en adelante.

### Videojuegos
La industria de los videojuegos se adaptó rápidamente a los personajes y el mundo de Springfield. Entre los primeros juegos publicados se encuentran el arcade de la empresa Konami Los Simpson (1991), el juego de Acclaim Entertainment The Simpsons: Bart vs. the Space Mutants (1992), Krusty's Fun House (1992) para versiones NES y Krusty's Super Fun House para versiones SNES. Entre los juegos más modernos se encuentran The Simpsons Road Rage (2001), The Simpsons: Skateboarding (2002), The Simpsons Hit & Run (2003) y Los Simpson: El videojuego (2007).
Se produjeron dos máquinas de pinball relacionadas con Los Simpson, una de los cuales solo estuvo disponible breve tiempo después de la primera temporada y la otra sigue comercializándose.

### The Simpsons Ride

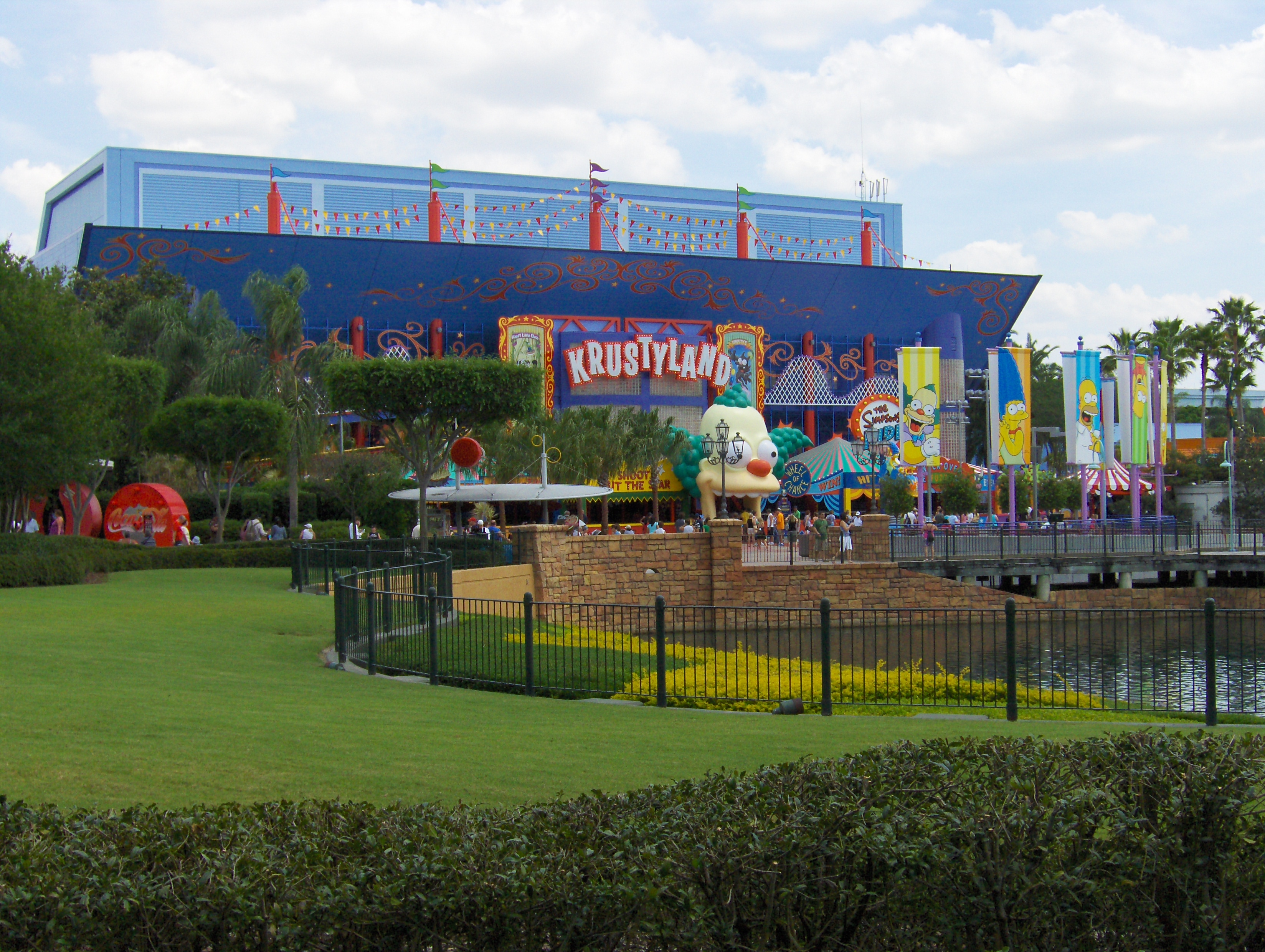
La atracción The Simpsons Ride, en Universal Studios Orlando (Florida) fue inaugurada el 15 de mayo de 2008.

El 24 de abril de 2007, se anunció oficialmente la instalación de una atracción de simulación llamada The Simpsons Ride en Universal Studios Orlando y Universal Studios Hollywood. Fue inaugurada oficialmente el 15 de mayo de 2008 en Florida y el 19 de mayo del mismo año en Hollywood. En la atracción, los usuarios visitan un parque temático de dibujos animados llamado Krustyland y ambientado en el personaje de la serie Krusty el payaso. Como en la serie, Sideshow Bob ha escapado de la cárcel para vengarse de Krusty y de la familia Simpson.
Cuenta con más de 24 personajes recurrentes de la serie, y las voces son interpretadas por los miembros habituales del reparto, además de Pamela Hayden, Russi Taylor y Kelsey Grammer. Harry Shearer decidió no participar, por lo que ninguno de los personajes que interpreta habitualmente en la serie tienen partes vocales en la atracción.
James L. Brooks, Matt Groening y Al Jean colaboraron con Universal Creative, el equipo creativo de Universal Studios, para ayudar a desarrollar la atracción. La simulación dura seis minutos y usa pantallas IMAX de más de 24 metros y proyectores Sony. Hay 24 coches de paseo, cada uno con asientos para ocho personas, en los que pueden viajar aproximadamente 2000 personas por hora. La animación durante el paseo utiliza imágenes tridimensionales generadas por ordenador, elaboradas por Blur Studio y Reel FX, en lugar de la animación tradicional en dos dimensiones empleada en Los Simpson. La atracción de Florida registró la cifra de un millón de visitantes el 14 de julio de 2008, consiguiendo ser la atracción más rápida en alcanzar dicha cifra en el recinto.

## Temporadas
- Temporadas 1—11 fueron medidas teniendo en cuenta los hogares (en millones)
- Temporadas 12—32 fueron medidas teniendo en cuenta los espectadores totales (en millones)

| Temporada | Temporada | Episodios | Episodios | Emisión original         | Emisión original     | Audiencia promedio | Posición |
| Temporada | Temporada | Episodios | Episodios | Primera emisión          | Última emisión       | Audiencia promedio | Posición |
| --------- | --------- | --------- | --------- | ------------------------ | -------------------- | ------------------ | -------- |
|           | 1         | 13        | 13        | 17 de diciembre de 1989  | 13 de mayo de 1990   | 13.4               | 30       |
|           | 2         | 22        | 22        | 11 de octubre de 1990    | 11 de julio de 1991  | 12.2               | 38       |
|           | 3         | 24        | 24        | 19 de septiembre de 1991 | 27 de agosto de 1992 | 12.0               | 33       |
|           | 4         | 22        | 22        | 24 de septiembre de 1992 | 13 de mayo de 1993   | 12.1               | 30       |
|           | 5         | 22        | 22        | 30 de septiembre de 1993 | 19 de mayo de 1994   | 10.5               | 53       |
|           | 6         | 25        | 25        | 4 de septiembre de 1994  | 21 de mayo de 1995   | 9.0                | 67       |
|           | 7         | 25        | 25        | 17 de septiembre de 1995 | 19 de mayo de 1996   | 8.0                | 75       |
|           | 8         | 25        | 25        | 27 de octubre de 1996    | 18 de mayo de 1997   | 8.6                | 53       |
|           | 9         | 25        | 25        | 21 de septiembre de 1997 | 17 de mayo de 1998   | 9.1                | 30       |
|           | 10        | 23        | 23        | 23 de agosto de 1998     | 16 de mayo de 1999   | 7.9                | 46       |
|           | 11        | 22        | 22        | 26 de septiembre de 1999 | 21 de mayo de 2000   | 8.2                | 44       |
|           | 12        | 21        | 21        | 1 de noviembre de 2000   | 20 de mayo de 2001   | 14.7               | 21       |
|           | 13        | 22        | 22        | 6 de noviembre de 2001   | 22 de mayo de 2002   | 12.4               | 30       |
|           | 14        | 22        | 22        | 3 de noviembre de 2002   | 18 de mayo de 2003   | 13.4               | 25       |
|           | 15        | 22        | 22        | 2 de noviembre de 2003   | 23 de mayo de 2004   | 10.6               | 42       |
|           | 16        | 21        | 21        | 7 de noviembre de 2004   | 15 de mayo de 2005   | 9.6                | 52       |
|           | 17        | 22        | 22        | 11 de septiembre de 2005 | 21 de mayo de 2006   | 9.1                | 62       |
|           | 18        | 22        | 22        | 10 de septiembre de 2006 | 20 de mayo de 2007   | 8.6                | 60       |
|           | 19        | 20        | 20        | 23 de septiembre de 2007 | 18 de mayo de 2008   | 8.0                | 87       |
|           | 20        | 21        | 21        | 28 de septiembre de 2008 | 17 de mayo de 2009   | 6.9                | 77       |
|           | 21        | 23        | 23        | 27 de septiembre de 2009 | 23 de mayo de 2010   | 7.2                | 61       |
|           | 22        | 22        | 22        | 26 de septiembre de 2010 | 22 de mayo de 2011   | 7.3                | 65       |
|           | 23        | 22        | 22        | 25 de septiembre de 2011 | 20 de mayo de 2012   | 7.0                | 69       |
|           | 24        | 22        | 22        | 30 de septiembre de 2012 | 19 de mayo de 2013   | 6.3                | 70       |
|           | 25        | 22        | 22        | 29 de septiembre de 2013 | 18 de mayo de 2014   | 5.6                | 81       |
|           | 26        | 22        | 22        | 28 de septiembre de 2014 | 17 de mayo de 2015   | 5.6                | 100      |
|           | 27        | 22        | 22        | 27 de septiembre de 2015 | 22 de mayo de 2016   | 4.7                | 102      |
|           | 28        | 22        | 22        | 25 de septiembre de 2016 | 21 de mayo de 2017   | 4.8                | 92       |
|           | 29        | 21        | 21        | 1 de octubre de 2017     | 20 de mayo de 2018   | 4.1                | 122      |
|           | 30        | 23        | 23        | 30 de septiembre de 2018 | 12 de mayo de 2019   | 3.7                | 126      |
|           | 31        | 22        | 22        | 29 de septiembre de 2019 | 17 de mayo de 2020   | 3.0                | 103      |
|           | 32        | 22        | 22        | 27 de septiembre de 2020 | 23 de mayo de 2021   | 2.4                | 117      |
|           | 33        | 22        | 22        | 26 de septiembre de 2021 | 22 de mayo de 2022   | 2.3                | 98       |
|           | 34        | 22        | 22        | 25 de septiembre de 2022 | 21 de mayo de 2023   | 2.1                | 98       |
|           | 35        | 18        | 18        | 1 de octubre de 2023     | 19 de mayo de 2024   | —                  | —        |
|           | 36        | 18        | 18        | 29 de septiembre de 2024 | 18 de mayo de 2025   | —                  | —        |

## Los Simpson: la película(2007)

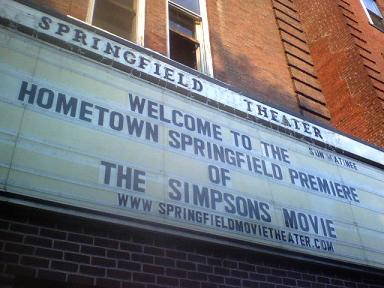
Cartel del cine de Springfield (Vermont), donde se proyectó el estreno de Los Simpson: la película.

20th Century Fox, Gracie Films y Film Roman produjeron un largometraje de animación sobre Los Simpson que se estrenó el 27 de julio de 2007. La película fue dirigida por David Silverman y escrita por un equipo de guionistas de Los Simpson compuesto por Matt Groening, James L. Brooks, Al Jean, George Meyer, Mike Reiss, John Swartzwelder, Jon Vitti, David Mirkin, Mike Scully, Matt Selman, e Ian Maxtone-Graham. Se produjo con la serie todavía en emisión, a pesar de que el equipo había declarado previamente que solo harían una película cuando la serie hubiera concluido. El primer intento de llevar Los Simpson a la gran pantalla fue con la trama del episodio Kamp Krusty, pero los guionistas encontraron problemas al tratar de alargar la historia para convertirla en el guion de un largometraje. Una de las principales dificultades fue no encontrar una historia capaz de mantener el interés durante el tiempo que dura una película.
Tras ganar un concurso de Fox y de USA Today, la ciudad de Springfield, en Vermont, fue la elegida para el estreno mundial de la película. Los Simpson: la película llegó a lo más alto de la taquilla en Estados Unidos con un total de 74 millones de dólares en su primera semana, consiguiendo además la mayor recaudación en el estreno de una película basada en una serie de televisión, por delante de Misión: Imposible II. Al 17 de diciembre de 2007, la película había recaudado en todo el mundo más de 525.495.894 dólares.